# Dick Hall (futbolista)
Richard "Dick" Hall (Weymouth; 3 de julio de 1945) es un exfutbolista inglés nacionalizado estadounidense que jugó como defensa.

## Selección nacional
Después de obtener su ciudadanía estadounidense, jugó cinco partidos con la selección de Estados Unidos entre 1973 y 1975. Su último juego fue una derrota por 6-0 ante Argentina el 21 de agosto de 1975 en la Copa Ciudad de México 1975.

## Clubes
| Club                            | País           | Año       |
| ------------------------------- | -------------- | --------- |
| Weymouth                        | Inglaterra     | 1962-1970 |
| Bournemouth & Boscombe (cesión) | Inglaterra     | 1967-1968 |
| Dallas Tornado                  | Estados Unidos | 1970-1976 |
| Waterford                       | Irlanda        | 1976-1979 |

## Palmarés

### Títulos nacionales
| Título                       | Equipo         | País           | Año  |
| ---------------------------- | -------------- | -------------- | ---- |
| North American Soccer League | Dallas Tornado | Estados Unidos | 1971 |